# Saggio sulla teoria dei satelliti di Giove
(Il sottotitolo dell'opera di Bailly; Virgilio, Eneide, Libro VI.)
Il Saggio sulla teoria dei satelliti di Giove (Essai sur la théorie des satellites de Jupiter) è un trattato di astronomia scritto dall'astronomo e letterato francese Jean Sylvain Bailly e pubblicato nel 1766.

## Genesi dell'opera
Il 9 marzo 1763 Bailly lesse all'Académie des sciences la sua prima Mémoire sur la theorie des satellites de Jupiter; il 4 maggio, la seconda. Verso la fine dello stesso anno, egli lesse un terzo e ultimo rapporto per questa serie. Questi primi tre rapporti costituirono le basi per il successivo Saggio sulla teoria dei satelliti di Giove di Bailly, pubblicato tre anni più tardi nel 1766 e che fu la sua più grande occupazione letteraria nel decennio fino al 1771.
Un biografo di Bailly, l'insigne matematico e politico François Arago dice di questo lavoro: «Il soggetto è stato fortunatamente selezionato. Studiandolo in tutta la sua generalità, Bailly è apparso sia un calcolatore instancabile, un geometra penetrante, e un osservatore operoso e abile. Le ricerche di Bailly riguardanti i satelliti di Giove saranno sempre il suo primo e principale titolo di gloria scientifica. Prima di lui, Maraldi, Bradley, e Wargentin avevano scoperto empiricamente alcune delle principali perturbazioni che questi corpi subiscono nei loro movimenti di rivoluzione attorno a tutto il pianeta che li domina; ma non avevano legato queste perturbazioni ai principi dell'attrazione universale. L'onore dell'iniziativa è, su questo tema, tutta di Bailly».

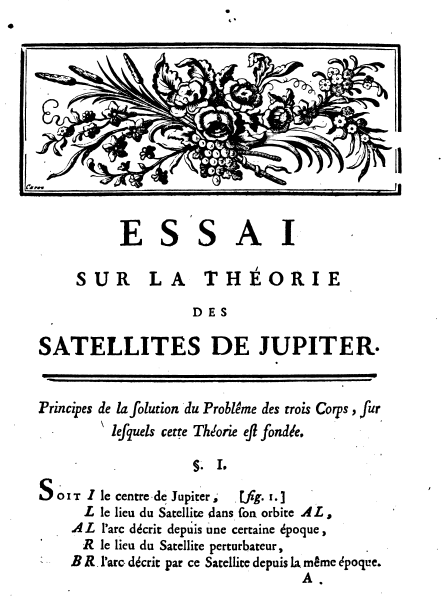
Prima pagina dell'opera.

Va ricordato, naturalmente, che quando Arago dedicò questo omaggio a Bailly, nel 1844, ottantuno anni dopo la pubblicazione delle sue tre mémoires, il mondo scientifico conosceva ancora soltanto i quattro satelliti più grande e brillanti di Giove (i cosiddetti satelliti medicei), che Galileo aveva scoperto nel 1610. Galileo aveva apprezzato il valore delle osservazioni di questi satelliti per la determinazione accurata della longitudine, e il governo olandese si era preparato a sovvenzionare la sua ricerca, però l'improvvisa cecità che colpì lo scienziato pisano mise fine al progetto.
Dopo la morte di Galileo, astronomi importanti come Nicolas de Peiresc, Jean-Baptiste Morin, Giovanni Battista Hodierna, Simon Marius, Vincent Reyneri, Johannes Hevelius, Giovanni Alfonso Borelli e altri continuarono le sue osservazioni e cercarono senza successo di elaborare tavole periodiche dei satelliti. In definitiva fu Giovanni Cassini, direttore dell'Osservatorio di Parigi, il primo a fare dei progressi reali in questo campo. Le sue Ephemerides des satellites de Jupiter apparirono nel 1668. Cassini dedicò molti anni allo studio dei satelliti, durante i quali determinò i loro periodi e le irregolarità causate dall'eccentricità dell'orbita di Giove e dalle inclinazioni delle orbite degli stessi satelliti. Fu lui inoltre a scoprire la rotazione dei satelliti. Misurando le loro orbite, scoprì che la legge armonica di Keplero (ovvero la terza legge di Keplero) si applicava sia ai pianeti che ai satelliti. Egli osservò inoltre che i tempi tra le eclissi (in particolare del satellite Io) diventavano più brevi quando la Terra si avvicinava a Giove (ovvero quando si passava dall'opposizione alla congiunzione) mentre diventavano più lunghi quando la Terra si allontanava (ovvero dall'opposizione alla congiunzione), una scoperta che rese possibile la determinazione da parte dell'astronomo danese Ole Rømer della velocità della luce.
Dopo di lui, James Bradley, terzo Astronomo reale d'Inghilterra, i due Maraldi, ovvero Giacomo Filippo Maraldi, nipote di Cassini, e Giovanni Domenico Maraldi, nipote di quest'ultimo, e l'astronomo svedese Pehr Wilhelm Wargentin, segretario dell'Accademia reale svedese delle scienze, determinarono le eccentricità delle orbite dei satelliti, le inclinazioni delle loro orbite, il tasso di variazione dell'inclinazione, e gli spostamenti dei loro nodi. Infine l'astronomo Jérôme Lalande aveva scoperto che la forma di Giove (uno sferoide schiacciato ai poli), gettando un'ombra ellittica, aggiungeva un altro fattore che caratterizzava i tempi delle eclissi. Ma tutti questi astronomi lavorarono a partire dai fenomeni osservati. Bailly fu il primo a tentare una spiegazione teorica del comportamento dei satelliti, derivando una formula con cui le osservazioni avrebbero dovuto concordare.
(Bailly nell′Essai sur la théorie des satellites de Jupiter.)
Una teoria precisa sui satelliti di Giove avrebbe offerto un'immediata applicazione pratica. Infatti l'osservazione dei satelliti era stata uno dei metodi preferito durante tutto il XVII secolo per la determinazione della longitudine. A questo scopo era sufficiente fare osservazioni simultanee di un dato fenomeno (ad esempio l'inizio o la fine di un'eclisse) in due posizioni, conoscendo la longitudine di uno di essi; la differenza di tempo dava la differenza di longitudine. Non era necessario prevedere il fenomeno con eccessiva accuratezza. Se, tuttavia, il verificarsi del fenomeno poteva essere previsto teoricamente, allora un'osservazione correlata con il tempo avrebbe dato subito l'esatta longitudine, senza riferimento a qualsiasi altra osservazione. Questa conoscenza dunque, insieme con il telescopio di John Dollond, avrebbe reso l'osservazione dei satelliti di Giove un utile ausilio ad esempio a chi navigava in mare.

### Il problema dei tre corpi
La luna aveva offerto i matematici la manifestazione più tangibile della reciproca attrazione di tre corpi. Astronomi e matematici del calibro di Alexis Clairaut, Jean Baptiste d'Alembert, ed Eulero avevano tutti "attaccato" il problema raggiungendo una soluzione approssimata.
L'astronomo americano John Charles Duncan (1882-1967), commentando la complessità del problema, scrisse: «Il problema dei tre corpi che si attraggono reciprocamente è altrettanto determinato come quello di due corpi; cioè un dato insieme di condizioni iniziali comportano certamente un risultato definito; però il problema è di tale difficoltà e complessità che solo in casi particolari è i mezzi più potenti della moderna analisi sono capaci di produrre formule con cui tale risultato può essere calcolato».
Imperterrito, Bailly era determinato a risolvere quello che chiamava «il problema dei cinque corpi, o anche dei sei, se vi ammettiamo anche il sole».
Avrebbe potuto anche dire sette, perché i suoi calcoli includevano anche l'attrazione esercitata da Saturno.
(Bailly nell′Essai sur la théorie des satellites de Jupiter.)
Bailly escluse inizialmente le attrazioni reciproche dei satelliti, trattando ciascuno separatamente come se ognuno fosse l'unica luna di Giove e, quindi, obbedienti alle leggi determinate da Clairaut per il satellite della Terra.

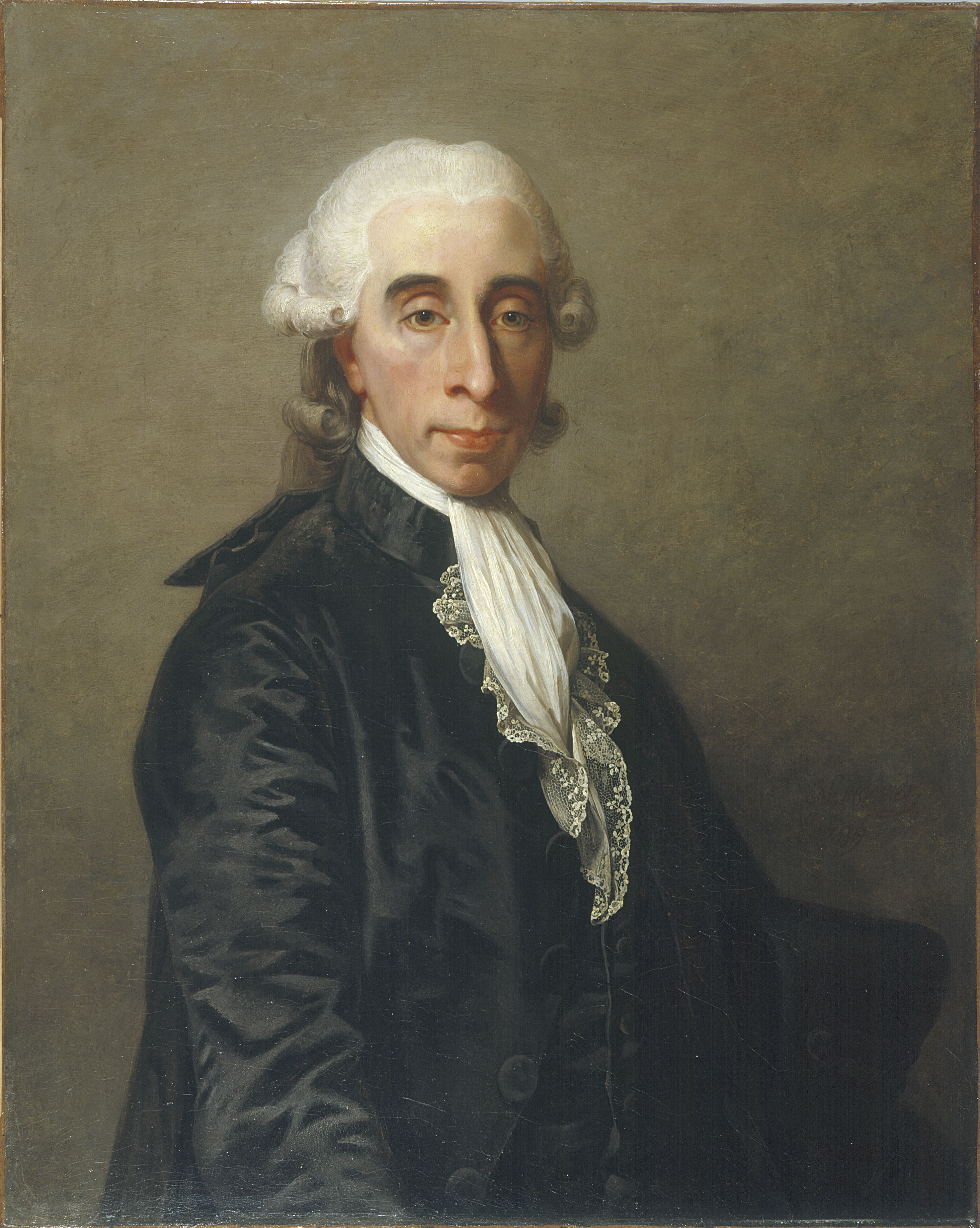
Jean Sylvain Bailly.

Nella prima mémoire Bailly considerò la perturbazione di ogni satellite causata dall'attrazione del sole. Il più curioso risultato di questa indagine fu che la formula di Bailly dava ai nodi del quarto satellite un moto retrogrado di 5′ 12′′ all'anno, laddove le osservazioni mostravano un moto diretto (e non retrogrado) di esattamente la stessa entità. Però Lalande aveva dimostrato che il movimento dei nodi di un satellite perturbato, che era retrogrado nell'orbita di un satellite perturbante poteva apparire in moto diretto nell'orbita del pianeta principale. Bailly giudicò pertanto che non c'era alcuna contraddizione di base tra la sua formula e il fenomeno osservato.
La seconda mémoire era invece dedicata alla considerazione della forma di Giove, dell'eccentricità della sua orbita e dell'inclinazione dell'orbita di ciascun satellite rispetto all'orbita principale. Questi calcoli permisero a Bailly di ottenere un'equazione per il movimento della linea degli apsidi di ogni satellite. Anche in questo caso la formula era in qualche modo in contraddizione con i fatti osservati: ad esempio, infatti, la teoria prevedeva un movimento annuo di 5° 5' per le apsidi del terzo satellite; invece osservazioni di Maraldi mostravano solo un moto di 1° 30'.
Nella terza mémoire Bailly si impegnò ad esaminare i satelliti a due a due in relazione al pianeta principale, considerando uno come perturbato e l'altro come perturbante. Come base del suo lavoro, Bailly usò le tavole di Wargentin per il secondo satellite, che era giunta più vicina ai risultati delle osservazioni e che pertanto consentiva l'ipotesi che questo fosse il più stabile dei satelliti. In questo caso era essenziale conoscere la massa di ciascun satellite, perciò gran parte l'ultima relazione altro non era che approssimazione o franca speculazione. Tuttavia, in una tavola allegata di 56 osservazioni, con la tabella di Wargentin e quella di Bailly riportate in colonne parallele, le cifre di Bailly mostrano un margine di errore minore.
Jean-Paul Grandjean de Fouchy, all'epoca segretario perpetuo dell'Académie des sciences, scrisse con ammirazione delle tre relazioni: «tutto questo, come si può vedere, esige la fine del lavoro di Bailly su questa sezione; quello che ha già fatto è una garanzia della cura con cui si presterà a soddisfare l'impazienza su questo tema da parte del pubblico astronomo».

### Soggetto della competizione
Secondo Lalande fu nel 1764 che l'Académie des sciences annunciò il soggetto del proprio premio per il 1766:
(La richiesta dell'Accademia.)
Molti degli astronomi accademici avevano lavorato a questo problema, ma senza dubbio le tre mémoires di Bailly tra il 1762 e il 1763, stimolarono l'interesse in questo campo ancora vergine.
Adesso Bailly si trovava in competizione con alcuni dei più celebri astronomi d'Europa. Costretto a scegliere tra abbandonare la propria ricerca o accettare la sfida con tale concorrenza, Bailly scelse coraggiosamente la seconda possibilità. Bailly, come membro dell'Accademia, non poteva beneficiare del premio che era esclusivo per studiosi esterni; ciononostante partecipò volentieri pur di essere utile alla ricerca, che gli interessava, senza alcun tipo di presunzione. Infatti scrisse nel prologo, con una certa dose di umiltà:
(Bailly nel prologo dell′Essai.)
Per due anni Bailly si dedicò interamente al problema dei satelliti di Giove. I risultati furono comunicati in due documenti, il Mémoire sur la cause de la variation de l'inclinaison de l'orbite du second satellite de Jupiter del 30 aprile 1765 e il Mémoire sur le mouvement des nœuds et sur la variation de l'inclinaison des satellites de Jupiter del 1766. Infine Bailly pubblicò un volume in quarto di 144 pagine, che apparve nella prima metà del 1766, intitolato Essai sur la théorie des satellites de Jupiter.
Nel suo documento del 30 aprile 1765, Bailly ritornò al problema che aveva trattato nel suo primo vero saggio sui satelliti di Giove, ovvero il movimento dei nodi.
Giacomo Filippo Maraldi aveva osservato nei nodi del secondo satellite una librazione di 10°, ovvero un periodo di moto diretto seguito da un periodo di moto retrogrado. Egli lo aveva ascritto ad una variazione dell'inclinazione dell'orbita del satellite. Attraverso la trigonometria sferica Bailly riuscì ad elaborare questa spiegazione dimostrando altresì che il cambiamento di direzione dei nodi del satellite perturbato era coincidente con la congiunzione dei nodi tra lo stesso satellite perturbato e quello perturbante ed altresì che il periodo di variazione dell'inclinazione corrispondeva al periodo di rivoluzione dei nodi. Il nipote di Maraldi, Giovanni Domenico, rese successivamente omaggio a Bailly per questa scoperta:
(Maraldi ringrazia pubblicamente Bailly all'Académie des sciences.)

## Contenuto e seguito
Bailly inizia il Saggio del 1766 con una introduzione storica di cinquantatré pagine «perché ancora una volta una parte erudita sembrava d'interesse». In essa Bailly traccia il progresso della conoscenza dei satelliti da Galileo fino ai suoi contemporanei, fino a Maraldi e Wargentin.
Dopo l'introduzione storica, il testo è propriamente diviso in quattro parti, che trattano vari argomenti:
- le perturbazioni provocate dal Sole e da Saturno;
- l'attrazione reciproca dei satelliti di Giove;
- le masse dei satelliti;
- il movimento dei nodi e la variazione nelle inclinazioni delle orbite dei satelliti.

Anche se gran parte del materiale era già stato presentato in precedenza all'Accademia, il libro non era in alcun modo una "ristampa". Secondo un suo biografo, Edwin Burrows Smith, Bailly «era stato assolutamente innovativo», e perciò non è sorprendente che di tanto in tanto si perda. La sua massima difficoltà, ad esempio, fu nella determinazione delle masse relative dei satelliti. Un primo calcolo, sulla base di un'equazione empirica di Wargentin valida per il primo satellite, si era conclusa calcolano delle quantità troppo basse. Un secondo calcolo, invece, basato sul movimento dei nodi, triplicava l'equazione di Wargentin per il secondo satellite. Chiaramente c'erano dei fattori coinvolti che andavano al di là della portata di qualunque fisico teorico del XVIII secolo, come Bailly.
Sebbene eccellente e apprezzato, il lavoro di Bailly fu fortemente oscurato dal saggio vincitore, quello di Joseph-Louis Lagrange, che aveva vinto il premio dell'Accademia nel 1766 (al quale Bailly, essendone membro non poteva contendere) e che offriva una teoria che più da vicino si avvicinava ai fatti osservati. Come poi lo stesso Bailly aveva ammesso, l'uso da parte di Lagrange del nuovo metodo delle variazioni delle costanti gli aveva permesso di risolvere quasi completamente il problema dei cinque corpi simultaneamente perturbati, in contrapposizione alla serie continua di trattamenti del problema dei tre corpi usata da Bailly. Questo potrebbe spiegare l'atteggiamento dello stesso Bailly nei confronti di Lagrange, un atteggiamento al tempo stesso ossequioso e anche un po' paternalistico, quando ne riconobbe ampiamente i meriti:
(Bailly nell′Histoire de l'astronomie moderne.)
Jean-Baptiste Delambre, storico dell'astronomia ottocentesco, mise i due - Lagrange e Bailly - in giusta prospettiva:
(Delambre nell′Histoire de l'astronomie au dix-huitieme siécle.)
Il giudizio di Delambre sul contributo di Bailly, per quanto generoso, può sembrare anche fin troppo severo. Maraldi ad esempio riconobbe il suo debito nei confronti della ricerca di Bailly dicendo di aver trovato le proprie osservazioni «quasi interamente d'accordo con essa».
Sia Bailly che Lagrange promisero ai loro lettori più ricerche sulle masse dei satelliti, ma in realtà Bailly non affrontò più nuovamente il problema, mentre Lagrange solo ventiquattro anni dopo ebbe qualcosa da aggiungere sull'argomento, quando ormai Laplace lo aveva ormai superato producendo un modello teorico in grado di spiegare con completezza il moto dei satelliti galileiani.

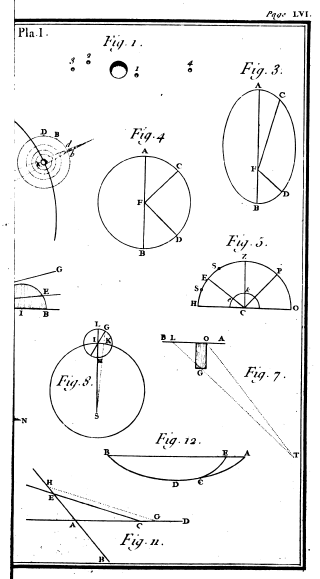
Alcune figure del saggio di Bailly.

Bailly aggiunse al suo Essai le ottantanove tavole astronomiche di Edme-Sébastien Jeaurat sui movimenti di Giove assieme alle sue proprie tabelle per il movimento dei quattro satelliti. Purtroppo, queste tavole erano state calcolate non in termini temporali, ma in segni e gradi, e erano molto meno facili da usare rispetto alle precedenti tabelle di Wargentin, che - pur essendo più imprecise - continuarono ad essere usate dagli astronomi fino a quando la terza edizione del Traité d'astronomie di Jérôme Lalande apparve nel 1792 con le tavole revisionate da Delambre.

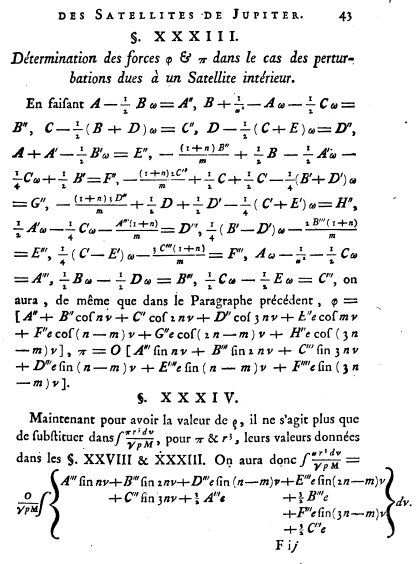
Alcuni calcoli teorici del saggio di Bailly.

Sempre secondo Delambre: «Le tavole di Bailly, come quelle di Wargentin, riposavano su una teoria imperfetta dei satelliti di Giove e avevano qualche errore che sarebbe comunque ingiusto rimproverargli». Bailly fu infatti il primo a cercare di ottenere delle tavole basate su un migliore apparato teorico più che sulle osservazioni, trattando ogni satellite a sua volta come il terzo corpo in un problema dei tre corpi. Il suo successo, come detto, non fu completo, in quanto vi erano notevoli differenze tra la sua formulazione teorica degli elementi orbitanti ed i loro valori osservati, eppure fu lui il primo ad aver dimostrato che il problema era suscettibile di soluzione attraverso principi newtoniani.
Qualunque siano, per gli standard moderni, le imprecisioni del lavoro di Bailly sui satelliti di Giove, è chiaro comunque, secondo lo storico Smith, che nessuno dei biografi di Bailly avesse pienamente apprezzato i suoi contributi nel campo della scienza. «Bailly non fu un grande pensatore né lo scopritore di nuovi concetti scientifici — precisa Smith — non c'è motivo per mettere il suo nome accanto a quelli di Newton, Leibnitz, e Laplace. Eppure non dovrebbe essere negata a lui una nicchia tra i numerosi scienziati che quotidianamente lavorano, competenti e perseveranti, e che, forse, a lungo andare rendono possibili i successi di alcuni grandi uomini». In effetti, le sue osservazioni e le sue riduzioni, la sua applicazione di una teoria matematica ai movimenti dei corpi celesti, e le sue pubblicazioni dettagliate gli avevano portato, dal 1766, un notevole credito tra i colleghi scienziati. Ma Bailly fu anche, in un certo qual modo, «una sorta di innovatore». Come il suo biografo François Arago sottolineò, fu lui per primo ad avere l'idea di applicare i principi newtoniani all'attrazione ai satelliti di Giove. Newton aveva suggerito l'idea, ma nessuno prima di Bailly aveva intrapreso il compito di fornire un insieme di equazioni che descrivessero con precisione il comportamento dei satelliti e sottometterli così alle leggi della fisica.
È stato solo negli ultimi anni, con l'aiuto della teoria di Einstein e con una leggera modifica del principio di Newton, che l'orbita di Mercurio ha potuto finalmente obbedire con estrema precisione alla teoria. Questo, secondo Smith, dimostra «quanto più incredibilmente complesso fu dunque il compito che si era dato Bailly, e quanto maggiore è il credito che merita». Insomma, la linea di attacco di Bailly era quella giusta, anche se i mezzi a sua disposizione erano inadeguati.

## La disputa con Lalande
Nel 1773 immediatamente dopo che Nicolas de Condorcet, grande rivale di Bailly all'Accademia delle scienze, fu eletto segretario in pectore dell'Accademia, Bailly si ritrovò anche in un'aperta disputa con l'astronomo Lalande che era stata tenuta sotto banco per sette anni (Bailly aveva pubblicato l′Essai sur la theorie des satellites de Jupiter nel 1766), in quanto entrambi i protagonisti evidentemente erano riluttanti a diffonderla, almeno fino a che Bailly non ebbe più alcuna possibilità di diventare segretario dell'Accademia. 
Il soggetto della disputa fu la pretesa di priorità della scoperta che Lalande aveva pubblicato relativamente alle librazioni dei nodi e alle variazioni delle inclinazioni delle orbite del secondo e del terzo satellite di Giove. Bailly aveva letto due documenti su tale soggetto all'Accademia tra il 1765 e il 1766 e li aveva trattati a lungo nell′Essai sur la theorie des satellites de Jupiter. Lalande più volte asserì che aveva scoperto il principio coinvolto in queste variazioni e che Bailly, che secondo lui si era solo limitato ad aggiungere osservazioni e particolari, aveva fatto uso della sua scoperta senza dargli credito per essa. Bailly ruppe il silenzio sulla questione quando fu pubblicata una lettera dell'astronomo Joseph Lepaute Dagelet a Jean III Bernoulli (nipote del ben più famoso Jean Bernoulli) nel Recueil pour les astronomes dello stesso Bernoulli. Dagelet definì la variazione del secondo satellite come «una scoperta che appartiene incontestabilmente a Lalande». Bailly rispose anch'egli con una lettera aperta a Bernoulli, il 15 aprile 1773, e che apparve nel Journal encyclopedique il 1º giugno 1773. Bailly spiegò con maggiori dettagli e con una notevole moderazione di toni la base della tesi affermata da Lalande e le motivazioni delle proprie affermazioni. Lalande infatti indicava il suo Remarques sur la cause du mouvement dans les nœuds du troisième et du quatrième satellites de Jupiter come prova della priorità delle sue scoperte. Bailly rispose invece che l'unica significativa osservazione teorica contenuta in quel documento era contenuta nelle sole ultime quattro righe, in cui Lalande aveva scritto:
(Lalande nei suoi Remarques.)
Eppure il passaggio nella sua Astronomie a cui fa riferimento, secondo lo storico Edwin Burrows Smith «non è molto più esplicito rispetto a quello di questa memoria». In contrasto con le vaghe promesse di discutere la materia di Lalande, Bailly poteva indicare ben due pubblicazioni scientifiche per rivendicare la paternità delle scoperte. Secondo Smith: «le argomentazioni [di Bailly] sono le più forti tra i due».
La conclusione della sua lettera a Bernoulli è una sintesi di dignità e orgoglio ferito, attitudini che diventeranno caratteristiche delle esternazioni difensive di Bailly anche durante la rivoluzione francese:
(Bailly nella Lettera a Bernoulli.)
Bailly mantenne la sua promessa: non ci furono ulteriori polemiche da parte sua. Di più, non c'è alcuna evidenza che la disputa tra i due astronomi continuò. Anzi, Lalande fu probabilmente responsabile, almeno in parte, dell'adesione di Bailly alla massoneria, e l'elogio scritto nei confronti dello stesso Bailly dopo la morte di quest'ultimo certamente mostrava che nessun risentimento continuò ad esistere, da entrambe le parti. In ogni caso fu Lalande ad avere l'ultima parola sulla questione. Nella sua Bibliographie astronomique del 1803 (scritta quando Bailly era morto già da tempo) apparve la seguente osservazione:
(Lalande nella sua Bibliographie astronomique.)
Questo perdono indulgente, è un po' sleale e mistificatorio, perché Bailly non fece nulla di ciò, non rese alcun diritto di priorità a Lalande, come rivela la lettura del passo dell′Histoire de l'astronomie moderne a cui lo stesso Lalande fa riferimento. Ciò che Bailly aveva fatto davvero era stato solo ripetere le sue argomentazioni della lettera a Bernoulli aggiungendo acutamente: «Non tocca a noi pronunciarci; il pubblico giudicherà in base ai titoli».